# Burg (Herborn)
Burg is een plaats in de Duitse gemeente Herborn, deelstaat Hessen, en telt 2073 inwoners (2008).
Burg ligt vlak ten noorden van het stadje Herborn, aan de Dill. In Burg monden de Aar en de Amdorfbach uit in deze rivier.